# Аристофан (вазописец)
Аристофа́н— древнегреческий вазописец, работал в Афинах около 430—400 годов до н. э. в технике краснофигурной вазописи.
Известны как минимум три вазы, подписанные его именем. Две из них созданы гончаром Эргиносом и ныне хранятся в Государственном античном собрании в Берлине и Бостонском музее изящных искусств. Третий фрагмент кратера экспонируется в Археологическом музее города Агридженто.
В технике Аристофана заметно стремление достичь как можно большей натуралистичности изображаемых фигур. Его вазопись отличается тщательно выверенными линиями, хотя в некоторых случаях изображения одежды, драпировки или женских волос приводит к несколько искусственному впечатлению.